# Jan Karlowitsch Bersin

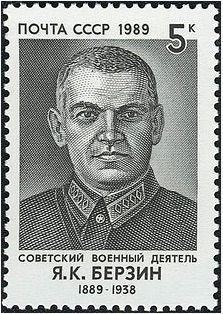
Jan Bersin

Jan Karlowitsch Bersin (russisch Ян Карлович Берзин, lettisch Jānis Bērziņš; ursprünglicher Name Pēteris Ķuzis, auch: Pawel Iwanowitsch Bersin, Spitzname: Starik, Parteiname: Papus (* 13.jul. / 25. November 1889greg. in Kligen, Gemeinde Zaube, Gouvernement Livland, Russisches Kaiserreich, heute Bezirk Amata, Lettland); † 29. Juli 1938 in Kommunarka bei Moskau) war ein sowjetischer Geheimdienstchef lettisch-russischer Herkunft. Er war von 1924 bis 1935 und 1937 Chef des militärischen Aufklärungsdienstes der Roten Armee, kurz GRU, und einer der Organisatoren der geheimen Zusammenarbeit zwischen Roter Armee und Reichswehr.

## Biografie
Bersin wurde als Sohn einer lettischen Bauernfamilie im damals russischen Gouvernement Livland geboren. Er besuchte ab 1902 ein Internat in der Stadt Kuldīga. Im Verlauf der Russischen Revolution wurde das Internat im November 1905 geschlossen.
Bersin kehrte nach Hause zurück und trat dort einer sozialdemokratischen Widerstandsgruppe mit Namen „Dreschflegel“ bei. Wenig später wurde er Mitglied der Sozialdemokratischen Arbeiterpartei Russlands und gehörte dort dem Flügel der Bolschewiki an. Mit dem Scheitern des Sankt Petersburger Aufstandes gingen die lettischen lokalen Widerstandsgruppen zu einer terroristischen Taktik gegen die zaristischen Ordnungskräfte über. Bersin tötete 1906 bei einem Zusammenstoß mit der Polizei einen Offizier und wurde nur durch eine Gruppe von Kosaken vor der sofortigen Erschießung durch die übriggebliebenen Polizisten gerettet. Er wurde vor ein Kriegsgericht gestellt und zum Tode verurteilt. Aufgrund von Verfahrensfehlern wurde das Urteil für ungültig erklärt. In einem zweiten Prozess wurde er 1907 in Reval abermals zum Tode verurteilt. Aufgrund seines geringen Alters von 17 Jahren wurde das Urteil in eine in Sibirien zu verbüßende achtjährige Freiheitsstrafe umgewandelt.
Während seiner Haft arbeitete Bersin in der Gefängnisapotheke und eignete sich pharmazeutische Grundkenntnisse an. 1909 wurde er begnadigt und aus der Haft entlassen. Er schloss sich umgehend wieder den Bolschewiki an. Unter verschiedenen Pseudonymen verbreitete er Propagandamaterialien der Partei in Riga. Im August 1911 wurde er wegen dieser politischen Tätigkeit erneut verhaftet und ins Gouvernement Irkutsk verbannt. Er floh im Frühjahr 1914 aus der Verbannung, wobei er gefälschte Dokumente mit dem Namen Jan Karlowitsch Bersin verwendete. Während des Ersten Weltkrieges wurde er unter dieser Identität in die Russische Armee einberufen und desertierte 1915. Laut seiner offiziellen Biografie arbeitete er danach unter falschem Namen als Schlosser in Petrograd. Er nahm aktiv an der Februarrevolution 1917 teil und wurde dann Redakteur einer lettischen Parteizeitung der Bolschewiki. Während der Oktoberrevolution war er Mitglied der bolschewistischen Parteikomitees von Wyborg und Sankt Petersburg und gehörte zum Umfeld von Leo Trotzki.

### Karriere in der Tscheka und der Roten Armee
Im Dezember 1917 begann Bersin seine Karriere als Mitarbeiter der Tscheka. In dieser Funktion nahm er 1918 an der Niederschlagung des Aufstandes der Sozialrevolutionäre in Jaroslawl teil. Im Ergebnis des bolschewistischen Gegenangriffs wurden in der Stadt am 28. Juli 1918 428 Gegner der Bolschewiki hingerichtet. Laut dem sowjetischen Überläufer und ehemaligen GRU-Agenten Viktor Suworow soll Bersin während dieser Zeit einen maßgeblichen Anteil bei der Entstehung des Systems von Geiselerschießungen gehabt haben, das von der Roten Armee und der Tscheka in der Zeit des Bürgerkrieges angewandt wurde, um Widerstände in der lokalen Bevölkerung zu unterdrücken. Nach dem Ende der Kämpfe in Jaroslawl übernahm er die Aufgaben eines Sekretärs der kommunalen Verwaltung der Tscheka. Er wurde im März 1919 in das seit Januar proklamierte Sowjet-Lettland abkommandiert, um dort als stellvertretender Kommissar des Inneren, d. h. stellvertretender Innenminister, die Macht der Bolschewiki zu sichern. Am 22. Mai 1919 musste sich die Rote Armee jedoch vor der von deutschen Freikorpssoldaten unterstützten Baltischen Landeswehr, die mit Billigung Großbritanniens gegen die sowjetrussischen Truppen kämpfte, aus Riga zurückziehen und konnte nur noch die Kontrolle über den östlichsten Teil des Landes behalten. Bersin wurde nach dem Rückzug aus Riga in die Rote Armee versetzt und war dort zunächst von Juli bis August 1919 Vorsitzender der Politabteilung der 11. Schützendivision der lettischen Roten Armee, die in diesem Zeitraum in 15. sowjetische Armee umbenannt wurde. Im August 1919 wurde er zum Chef der politischen Sonderabteilung der 15. Armee ernannt. Er behielt diesen Posten bis kurz vor Auflösung der 15. Armee. In dieser Zeit nahm er an der Verteidigung Petrograds gegen die Offensive des Generals Judenitsch und am Polnisch-Sowjetischen Krieg teil. Die 15. Armee wurde im August 1920 in der Schlacht bei Warschau in die Flucht geschlagen und aufgerieben; Bersin gelang es jedoch, einer Gefangennahme durch polnische Truppen zu entgehen.

### Karriere in der Aufklärungsabteilung der Roten Armee
Im Dezember 1920 wechselte er auf Empfehlung von Felix Dserschinski zur Aufklärungsabteilung der Roten Armee (später GRU).
Im März 1921 war Bersin an der Niederschlagung des Kronstädter Matrosenaufstands beteiligt. Er tat sich hier als besonders unnachgiebig bei der Liquidierung der aufständischen Matrosen hervor, was ihn in den Augen der sowjetischen Führung für verantwortungsvolle Dienststellungen empfahl.

#### Chef der Abteilung 2 – Auslandsspionage
Von April 1921 an war Bersin Chef der für die Auslandsspionage zuständigen Abteilung 2 der GRU. Im Dezember des gleichen Jahres wurde Bersin stellvertretender Chef der GRU. In der Anfangszeit hatte Bersin sehr stark mit Problemen zu kämpfen, die durch den Mangel an Nahrungs- und Bekleidungsgütern in Russland bzw. ab 1922 in der Sowjetunion nach dem Ende des Bürgerkriegs hervorgerufen wurden. So forderte er in Schreiben, die 1921 bzw. 1922 entstanden, wiederholt bessere Verpflegungs- und Kleidungskontingente, um die Moral und Arbeitsleistung der Mitarbeiter der GRU auf ein normales Niveau zu heben und um einen möglichen Verrat zu verhindern. Den Forderungen und Bitten Bersins wurde durch das Politbüro der KPR nur sehr bedingt nachgekommen.
Bersin gefiel der neue Aufgabenbereich in der militärischen Aufklärung. Er begab sich persönlich wiederholte Male in das Ausland und unternahm verdeckte Reisen nach Großbritannien, Polen, in die Tschechoslowakei und nach Deutschland. Unter der Federführung Bersins gelang es der Abteilung 2 der GRU im Zeitraum von 1921 bis 1923 anhand von öffentlichen Publikationen und eigener Spionagetätigkeit, ein umfassendes Bild aller militärischen Luftflotten der westeuropäischen Staaten sowie der USA zu erstellen. Weiterhin begann die GRU ein umfassendes Netz von Residenturen in Bulgarien, Deutschland, Österreich, Italien und weiteren europäischen Staaten aufzubauen. Diese Residenturen dienten neben klassischen Spionagezwecken auch der Verfolgung der oppositionellen weißen Emigranten (hier besonders die Residentur Sofia) und der Unterstützung und Koordination kommunistischer Aufstände im Rahmen der Komintern in den jeweiligen Gastländern. Beispielsweise wurden auf Veranlassung der sowjetischen Politiker Radek und Sinowjew der Hamburger Aufstand im Oktober 1923 und am 1. Dezember 1924 ein völlig fehlgeschlagener Putschversuch in Estland unterstützt. Die GRU arbeitete dabei eng mit der Auslandsabteilung der Tscheka zusammen. Als Tarnung dienten beispielsweise Missionen des sowjetischen Roten Kreuzes.

#### Leitung der Aufklärungsabteilung der Roten Armee
Im März 1924 wurde Bersin schließlich auf Empfehlung seines Vorgängers Arwid Seibot de jure Chef des Militärgeheimdienstes. Aufgrund seiner unermüdlichen Tätigkeit und seiner Begabung für die Aufgaben eines Geheimdienstchefs wurde die GRU ein hocheffizienter Geheimdienst, der im Gegensatz zu den sonstigen sowjetischen Geheimdiensten bis in die Gegenwart Bestand hat.
Nach dem Fiasko in Estland war Bersin gegen die Anzettelung von Aufständen in Nachbarstaaten der Sowjetunion. Die revolutionären Aktivitäten der Komintern hatten neben gewaltigen Opfern lediglich dazu geführt, dass „tausende von Komintern-Parasiten auf den Gehaltslisten der GRU standen.“ Aus dem „brauchbaren Restpersonal der deutschen Komintern“ baute die GRU in den Worten des GRU-Agenten Kriwitzki in Deutschland einen „glänzenden Geheimdienst [auf], den Neid jeder anderen Nation.“ Bersin sorgte dafür, dass die GRU weltweit zu operieren begann, indem das bestehende Netz von Residenturen enorm erweitert wurde. Er ließ zur Tarnung der Aufklärungsaktivitäten Scheinfirmen einrichten, wodurch es seinen Agenten gelang, sehr weitläufige Beziehungen in der Gesellschaft der jeweiligen „Gastländer“ zu knüpfen. Ein Beispiel hierfür ist die Presseagentur Inpress des GRU-Agenten Sándor Radó.

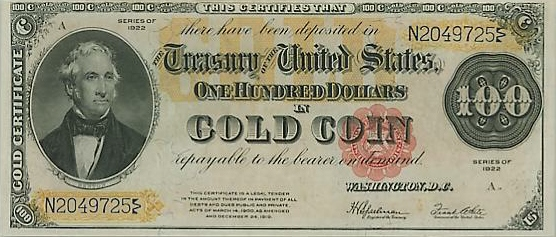
Eine 100-US-Dollar-Goldzertifikat-Note von 1922. Diese Banknoten wurden 1927 massenhaft in der Sowjetunion gefälscht und von der GRU und der OGPU in Umlauf gebracht. Mit der Umstellung der US-Währung auf ein kleineres Papierformat im Jahr 1928 wurde die massenhafte Einzahlung derartiger veralteter Banknoten jedoch bald auffällig.

Aufgrund der politischen und wirtschaftlichen Isolation der Sowjetunion und der Weimarer Republik wurde 1922 die geheime Zusammenarbeit zwischen der Roten Armee und der deutschen Reichswehr bei der Entwicklung moderner Waffen von Karl Radek initiiert. Der Vertrag von Rapallo stellte die Basis für weiterführende gemeinsame Projekte dar. Bersin übernahm nach seinem Aufstieg zum Chef der GRU die Organisation dieser Beziehungen, die bis in das Jahr 1934 fortgeführt wurden. Zu den deutsch-sowjetischen Unternehmungen gehörte beispielsweise Bersol, offiziell ein Joint-Venture, das mit der Produktion chemischer Dünger für die Sowjetunion befasst war. Inoffiziell sollten durch Bersol große Mengen an Artilleriegranaten, gefüllt mit Senfgas und Phosgen, für die Rote Armee und die Reichswehr hergestellt werden. Das Bersol-Projekt scheiterte an der schleppenden Terminerfüllung der deutschen Seite, die durch den Unternehmer Hugo Stoltzenberg repräsentiert wurde. 1928 äußerte sich Bersin daher in einem Bericht an den Volkskommissar für Heer und Flotte, Woroschilow, skeptisch über die Ergebnisse der bis dahin durchgeführten gemeinsamen Projekte, befürwortete aber eine Fortsetzung der Zusammenarbeit unter der Maßgabe der „maximalen Nutzung“, verschiedener, gemeinsam mit der Reichswehr genutzter Einrichtungen, wie etwa der Fliegerschule in Lipezk.
Im Herbst 1926 verstärkte sich in der Sowjetunion die von der Führung der Kommunistischen Partei angeheizte Furcht vor einem neuen Krieg gegen eine Koalition westeuropäischer Staaten unter der Führung Großbritanniens. Bersin erstellte im Januar 1927 einen Geheimbericht, in dem er ausdrücklich darauf hinwies, das die Rüstungsaktivitäten der europäischen Staaten im Jahr 1926 sowie die zu erwartenden Tätigkeiten im Jahr 1927 in keiner Weise auf einen derartigen Krieg hindeuteten. Diese nachrichtendienstliche Erkenntnis wurde aber durch die sowjetische Führung ignoriert, um den geplanten, umfassenden Aufbau der sowjetischen Rüstungsindustrie durchzusetzen.
Im Zeitraum von 1927 bis 1933 war Bersin an der Verbreitung von in der Sowjetunion gefälschten 100-US-Dollar-Noten in China, Europa und den USA beteiligt. Der Zweck der Aktion war die von Stalin geforderte Beschaffung zusätzlicher Devisen für die Sowjetunion. Die Geldfälschung verursachte mehrere Skandale in Europa und in den Vereinigten Staaten. Von Seite der GRU wurde die Verbreitung der falschen Banknoten endgültig unterbunden, nachdem es US-amerikanischen Behörden gelungen war, eine Spur zu finden, die in Richtung Sowjetunion führte. Die OGPU setzte diese unkonventionelle Art der Devisenbeschaffung noch bis 1936 fort.
Nach der Machtübernahme der Nationalsozialisten in Deutschland organisierte Bersin vor allem die Aufklärung von Vorhaben der Hitlerregierung, die Sowjetunion in einen Krieg zu verwickeln und die nachrichtendienstliche Absicherung der Zusammenarbeit beider Länder auf militärischem Gebiet. Das betraf die Überwachung des Austausches von Rüstungsmaterial, die für die Rüstungsproduktion vorgesehene Rohstoffe, das zur militärischen Ausbildung eingesetzte Personal sowie auch die nachrichtendienstliche Aufklärung der Reichswehr/Wehrmacht einschließlich ihrer Organisationen über ein Agentennetz, das in und um Deutschland herum eingesetzt war. Den sowjetischen Geheimdiensten GRU und OGPU entging aufgrund des umfangreich ausgebauten Agentennetzes kein Detail der politischen Entwicklung in Deutschland. So wurden die Ereignisse des Röhm-Putsches Mitte 1934 in der Sowjetunion genauestens verfolgt und waren für Stalin Anlass, das Verhältnis zwischen der Sowjetunion und dem Dritten Reich zu verbessern. Inwieweit diese Ereignisse eine Inspiration für Stalin in Bezug auf die Durchführung des Großen Terrors gewesen sein mögen, bleibt Spekulation.

#### Verdeckte Tätigkeiten im sowjetischen Fernen Osten und im Spanischen Bürgerkrieg
Eine etwas anderes geartete Aufgabenstellung ergab sich für die Tätigkeit der GRU im Fernen Osten und im Pazifischen Raum. Hier war es vor allem von hoher Wichtigkeit, die zwischen einzelnen Staaten dieses Raumes immer wieder ausgetragenen militärischen Auseinandersetzungen zu überwachen und sich daraus abzeichnende Gefahren für die Sowjetunion bzw. die an ihr Territorium grenzenden Länder rechtzeitig zu erkennen. Zu seinen Residenturen gehörte ab 1929 auch Richard Sorge, der sowohl in China und später ab 1933 in Japan zum Einsatz kam.

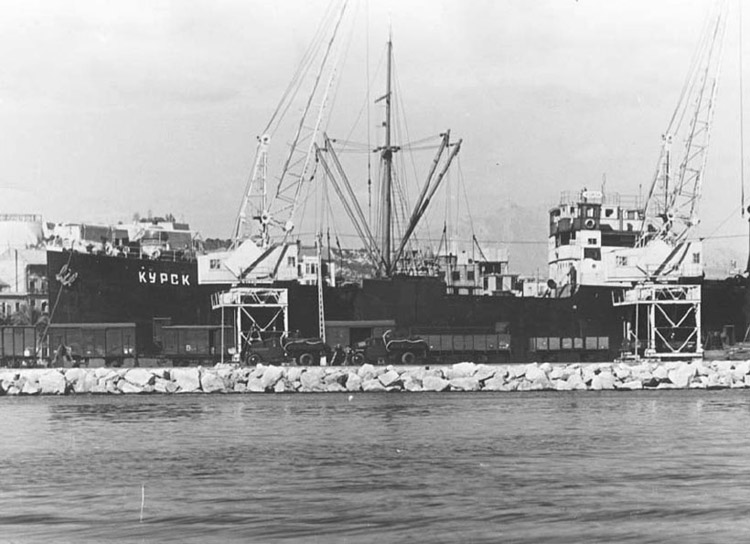
Der sowjetische Frachter Kursk, beladen mit Hilfslieferungen für die spanisch-republikanischen Truppen im Hafen von Alicante. (28. Dezember 1936)

In der Anfangsphase des Großen Terrors wurde Bersin von April 1935 bis Juli 1936 mit der Liquidierung einiger verdeckt arbeitender NKWD-Mitarbeiter im Fernen Osten betraut. Offiziell war er zu dieser Zeit unter dem Decknamen Gallen stellvertretender Chef der Besonderen Fernostarmee, die unter dem Oberbefehl von Marschall Wassili Blücher stand. Seine Leitungstätigkeit wurde während seiner Abwesenheit von seinem Stellvertreter Jossif Unschlicht übernommen.
Nach dem Aufenthalt im Fernen Osten war Bersin unter dem Decknamen Grischin von Juli 1936 bis Juli 1937 oberster sowjetischer Militärberater im Spanischen Bürgerkrieg in Madrid. An der Stelle von Unschlicht wurde Semjon Urizki mit der stellvertretenden Leitung der GRU betraut. Bersin unterstand in Spanien ein getarntes, aus Spezialisten bestehendes Expeditionskorps der Roten Armee mit einer Stärke von 2.000 Soldaten. De facto war er während seines Aufenthaltes der Befehlshaber der republikanischen Truppen. Bersin reorganisierte die republikanischen Streitkräfte und bewirkte die Ernennung des Generals José Miaja zum Oberbefehlshaber. Ihm gelang Ende 1936 und im Januar und Februar 1937 die erfolgreiche Verteidigung der spanischen Hauptstadt Madrid gegen Offensiven der Truppen Francos. (→Belagerung von Madrid) Im März 1937 erstellte Bersin einen Bericht an Woroschilow, in dem er sich über die Terrormaßnahmen des NKWD in Spanien beklagte, für deren Durchführung Alexander Orlow verantwortlich war. (→Andreu Nin) Gegenüber den GRU-Angehörigen wurde von Seiten Stalins und Woroschilows beteuert, dass die von Bersin geschilderten Maßnahmen falsch seien; tatsächlich wurde dem NKWD-Agenten Orlow weiterhin freie Hand gelassen. Nachdem sein Stellvertreter Urizki durch das NKWD verhaftet worden war, musste Bersin eilig über Paris in die Sowjetunion zurückreisen.
Nach seiner Rückkehr übernahm Bersin am 9. Juni 1937 wieder seinen Posten als Chef der GRU. Er wurde aufgrund seiner Leistungen in Spanien mit dem Leninorden ausgezeichnet und zum Armeekommandeur zweiten Ranges befördert.

### Verhaftung und Hinrichtung

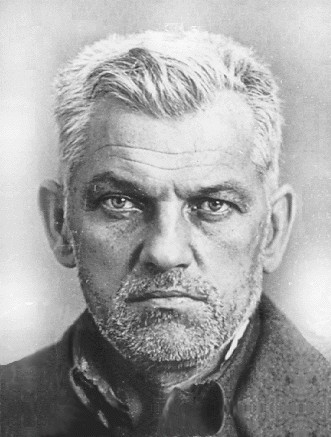
Foto Jan Bersins, das für die Gefangenenkarteikarten des NKWD erstellt wurde.

Auf Betreiben des Volkskommissars für Verteidigung Woroschilow fiel Bersin den Säuberungen in der Roten Armee zum Opfer, obwohl kein kompetenter Nachfolger für seinen Posten als Leiter der GRU zur Verfügung stand und er selbst immer loyal gegenüber Stalin und der WKP (B) gewesen war. Bersin wurde am 27. November 1937 vom NKWD verhaftet. Öffentlich wurde dieser Schritt von Stalin auf einer Konferenz damit begründet, dass die sowjetische Militärspionage von den Deutschen unterwandert worden sei. Ob das tatsächlich der Fall war, wird auch heute noch in Russland diskutiert. Am 15. Februar 1938 wurde Bersin zusammen mit 15 weiteren verhafteten Funktionären als „Volksfeind“ aus der kommunistischen Partei ausgeschlossen. Am 29. Juli 1938 verurteilte man Bersin wegen angeblicher Mitgliedschaft in einer konterrevolutionären terroristischen Organisation zum Tode. Er wurde daraufhin in Kommunarka bei Moskau erschossen.
Am 28. Juli 1956 wurde Bersin im Zuge der Entstalinisierung juristisch rehabilitiert.

## Auszeichnungen
Bersin erhielt während seiner Dienstzeit außer dem Leninorden den Rotbannerorden und den Orden des Roten Sterns.